# Thomas Pellerin-Carlin
Thomas Pellerin-Carlin, né le 5 novembre 1989 à Caen, est un homme politique français, chercheur, député européen élu en 2024.

## Formation académique
Il est diplômé d'un master en études politiques et administratives européennes du Collège d'Europe à Bruges, ainsi que d'un master en affaires européennes de l'Institut d'études politiques de Lille. Il a également suivi une formation d'élève officier de réserve, voie état-major, au 4e bataillon de l'École spéciale militaire de Saint-Cyr ansi qu'à l'École supérieure des officiers de réserve spécialistes d'état-major (ESORSEM).

## Carrière professionnelle
En 2016, il a travaillé en tant que chercheur à l'Institut Jacques Delors, où il s'est spécialisé dans les questions de politique européenne de l'énergie et de politique européenne de défense. Entre 2022 et 2024, il travaille pour I4CE - Institute for Climate Economics. 
En juin 2024, membre du parti Place publique, il est élu eurodéputé sur la liste rassemblant ce parti et le Parti socialiste, et menée par Raphaël Glucksmann.
Engagé depuis l'adolescence, il indique avoir été militaire réserviste et membre des Jeunes Socialistes.